# Hans Peter Wertitsch
Hans Peter Wertitsch (* 5. Juni 1939 in Wien; † 5. Juni 1996 ebenda) war ein österreichischer Immobilienmakler, Kunst- und Autographensammler, Mäzen und Komponist.

## Leben
Wertitsch maturierte 1960 und legte bereits 1961 seine Wirtschaftsprüfung in Buchhaltung und Lohnverrechnung ab. 1966 wurde ihm die Konzession erteilt als Gebäudeverwalter und Immobilienmakler tätig zu sein. Ab 1969 war er selbstständiger Hausverwalter und zugleich von 1971 bis 1976 Inhaber einer Kunstgalerie (der nach ihm benannten „Wertgalerie“). 1974 wurden seine „Metamorphosen“ im Brahmssaal des Wiener Musikvereins uraufgeführt. 1975 wurde Wertitsch die Chopin-Medaille der Internationalen Chopin-Gesellschaft Warschau verliehen.
Uraufführungen seiner Kompositionen fanden später auch in Mexiko-Stadt, Washington, D.C. und Warschau statt.
1982 bis 1984 studierte er Orchestrierung bei Thomas Christian David an der Musikhochschule Wien. In mehreren Mozart-Gesellschaften war Wertitsch Präsident und Ehrenpräsident.
Durch die Bundesministerin für Unterricht, Kunst und Sport Hilde Hawlicek wurde Wertitsch 1989 der Berufstitel Professor erteilt.
1989 war Wertitsch Initiator und Mitveranstalter des ersten Internationalen Symposiums zum Thema Musikerautographe und gab gemeinsam mit Günter Brosche, im Verlag Hans Schneider (Tutzing) das Buch Beiträge zur musikalischen Quellenkunde, Katalog der Sammlung Hans P. Wertitsch in der Musiksammlung der Österreichischen Nationalbibliothek  heraus.
1994 wurde Wertitsch durch die Österreichische Nationalbibliothek die Ehrenmedaille verliehen, 1995 durch die Kammer der gewerblichen Wirtschaft der Berufstitel Kommerzialrat. Wolfgang Schüssel als Bundesminister für wirtschaftliche Angelegenheiten verlieh der Kanzlei Wertitsch 1995 die staatliche Auszeichnung gemäß § 68 der Gewerbeordnung.

## Ämter und Ehrenämter
- Gründungsmitglied und Vorstand des World Trade Center Austria
- Vorstandsmitglied der Chopin-Gesellschaft
- Vorstandsmitglied der Österreichischen-Polnischen Gesellschaft
- Vorstandsmitglied der Kulturvereinigung „Gesellschaft der Freunde Wiens“
- Präsident des Vereins zur Unterstützung der ernsten österreichischen Gegenwartsmusik
- Vorstandsmitglied der Johann Strauss-Gesellschaft
- Sachverständiger Laienrichter am Handelsgericht Wien (Kommerzialrat)
- Präsidentschaft (1987 bis 1992) bzw. Ehrenpräsidentschaft (1992–1996) des Internationalen Franz-Schubert-Instituts
- Kuratoriumsmitglied der Internationalen Schubert-Gesellschaft Tübingen (BRD)
- Kuratoriumsmitglied der Schubert-Gesellschaft Wien-Lichtental
- Stellvertretender Vorsitzender des Instituts für Österreichische Musikdokumentation (Österreichische Nationalbibliothek)
- Mitglied des Österreichischen Komponistenbundes